# Димящи аса
„Димящи аса“ (на английски: Smokin' Aces) е екшън трилър от 2006 г., написан и режисиран от Джо Карнахан и във филма участват Бен Афлек, Анди Гарсия, Алиша Кийс, Рей Лиота, Джеръми Пивън и Райън Рейнолдс.